# WAMP
A WAMP négy szoftver nevéből alkotott mozaikszó. A négy szoftver együttes használata esetén használatos.
A WAMP egy Windowson futtatható alkalmazáskiszolgáló programcsomag, amely fő elemeit az alábbi négy program alkotja:
- Windows, a Microsoft által gyártott operációs rendszer.
- Apache HTTP Server, egy szabad szoftver/nyílt forrású webszerver, a jelenleg a legnépszerűbb.
- MySQL, egy többszálas, többfelhasználós SQL adatbázis-kezelő rendszer (DBMS), a Sun Microsystems tulajdonában, több mint 11 millió installációval.
- PHP (PHP: Hypertext Preprocessor), egy programozási nyelv, amit eredetileg dinamikus weboldalak fejlesztésére terveztek. A PHP-t leggyakrabban szerveroldali alkalmazásoknál használják, de parancssorból/konzol alól is használható, vagy önálló grafikus alkalmazásoknál.

Nagyon sok WAMP szerver összeállítás létezik, melyek egyben tartalmazzák, az alkalmazáskiszolgálóhoz szükséges összes programelemet.
Ezek bármelyikének telepítésével a felhasználó használatra kész WAMP szervert kap.